# Paraperipatus keiensis
Paraperipatus keiensis är en klomaskart som beskrevs av Horst 1922. Paraperipatus keiensis ingår i släktet Paraperipatus och familjen Peripatopsidae. Inga underarter finns listade i Catalogue of Life.